# Monika Fagerholm
Monika Kristina Fagerholm, née le 28 février 1961 à Helsinki, est une écrivaine finlandaise de langue suédoise.

## Carrière
Elle fait des études de lettres et de psychologie à l'Université d'Helsinki . Son premier roman Sham est publié en 1987. Elle obtient son premier succès littéraire avec son œuvre Femmes merveilleuses au bord de l'eau (1998). Mais son titre le plus connu est La Fille américaine (2011) pour lequel elle obtient le Prix August.

## Œuvres

### En suédois
- (sv) Sham, Helsingfors, Söderström, 1987 (ISBN 951-52-1176-X)
- (sv) Patricia, Helsingfors, Söderström, 1990 (ISBN 951-52-1321-5)
- (sv) Underbara kvinnor vid vatten : En roman om syskon, Helsingfors, Söderström, 1994, 317 p. (ISBN 951-52-1524-2)
- (sv) Diva : En uppväxts egna alfabet med docklaboratorium (en bonusberättelse ur framtiden), Helsingfors, Söderström, 1998 (ISBN 951-52-1667-2)
- (sv) Den amerikanska flickan : Roman, Helsingfors, Söderström, 2004, 489 p. (ISBN 951-52-2213-3)
- (sv) Glitterscenen : och flickan hon går i dansen med röda gullband, Helsingfors, Söderström, 2009, 407 p. (ISBN 978-951-52-2467-5)
- (sv) Lolauppochner : roman, Helsingfors, Schildts & Söderströms, 2012 (ISBN 978-951-52-2997-7)
- (sv) Vem dödade bambi?, Helsingfors, Förlaget M, 2019 (ISBN 978-952-333-127-3)

### Livres traduits en français
- Femmes merveilleuses au bord de l'eau : Un roman sur les frères et sœurs  (trad. du suédois par Anna Gibson), Paris, Gallimard, coll. « Du monde entier », 1998, 373 p. (ISBN 2-07-074457-4)
- La Fille américaine [« Den amerikanska flickan »]  (trad. du suédois), Paris, Le Livre de Poche, coll. « Littérature & Documents », 2011, 637 p. (ISBN 978-2-253-12571-6)
- La Scène à paillettes  (trad. du suédois), Paris, Le Livre de Poche, coll. « Littérature & Documents », 2012, 545 p. (ISBN 978-2-253-16298-8)
- Lola à l'envers [« Lola Uppochner »], trad. d’Anna Gibson, Paris, Mercure de France, 2014.  (ISBN 978-2-7152-3482-6)

## Prix et récompenses
- 1995 : Médaille Kiitos kirjasta
- 2005 : Augustpriset
- 2005 : Prix Aniara (sv)
- 2005 : Prix du Göteborgs-Posten (sv)
- 1995 : Prix Runeberg
- 2010 : Médaille Pro Finlandia
- 2013 : Prix de la littérature de l'état
- 2016 : Prix nordique de l'Académie suédoise
- 2020 : Prix Tollander
- 2020 : Prix Selma Lagerlöf